# Хлорат ртути(II)
Хлорат ртути(II) — неорганическое соединение,
соль ртути и хлорноватой кислоты
с формулой Hg(ClO3)2,
бесцветные кристаллы,
разлагается в воде.

## Физические свойства
Хлорат ртути(II) образует бесцветные кристаллы.
Растворяется в воде.